# Józef Kowalczyk
Józef Kowalczyk, né à Jadowniki Mokre en Pologne le 28 août 1938, est un évêque polonais, archevêque émérite de Gniezno depuis mai 2014.

## Biographie
Józef Kowalczyk est ordonné prêtre pour le diocèse de Warmia le 14 janvier 1962 par Józef Drzazga, évêque auxiliaire de Gniezno.
Il est nommé archevêque titulaire d'Héraclée (de) et nonce apostolique en Pologne le 26 août 1989, au moment de la chute du régime communiste. Il reçoit la consécration épiscopale le 20 octobre suivant des mains du pape Jean-Paul II lui-même. Il reste en poste à Varsovie comme ambassadeur du Saint-Siège dans son propre pays plus de 20 ans, jusqu'au 8 mai 2010 lorsque Benoît XVI le nomme archevêque de Gniezno et primat de Pologne
Ayant atteint la limite d'âge, il se retire le 17 mai 2014.

## Succession apostolique
Józef Kowalczyk a ordonné les évêques suivants :
- Évêque Wacław Świerzawski (pl) (1992)
- Évêque Jan Chrapek, C.S.M.A. (1992)
- Évêque Antoni Pacyfik Dydycz (pl), O.F.M.Cap. (1994)
- Archevêque Marian Gołębiewski (1996)
- Évêque Mariusz Leszczyński (pl) (1998)
- Archevêque Andrzej Dzięga (pl) (2002)
- Évêque Wiesław Alojzy Mering (pl) (2003)
- Évêque Tadeusz Płoski (2004)
- Évêque Ryszard Kasyna (2005)
- Évêque Romuald Kamiński (pl) (2005)
- Évêque Krzysztof Nitkiewicz (pl) (2009)
- Évêque Krzysztof Wętkowski (pl) (2012)